# Флаг Талдомского городского округа
Флаг муниципального образования Та́лдомский муниципальный район Московской области Российской Федерации — опознавательно-правовой знак, служащий официальным символом муниципального образования.
Первоначально данный флаг был утверждён 13 декабря 2001 года, решением Совета депутатов Талдомского района № 82, как флаг муниципального образования «Талдомский район» (после муниципальной реформы 2006 года — Талдомский муниципальный район) и внесён в Государственный геральдический регистр Российской Федерации с присвоением регистрационного номера 893.
22 декабря 2010 года, в целях упорядочения практического использования изображения муниципальной символики, Совет депутатов Талдомского муниципального района решил:
- Признать флаг муниципального образования «Талдомский район», утверждённый решением Совета депутатов Талдомского района Московской области от 16 ноября 2001 года № 72[2], флагом Талдомского муниципального района Московской области.
- Утвердить «Положение» о флаге Талдомского муниципального района Московской области в новой редакции.
- Решение Совета депутатов Талдомского района Московской области от 16 ноября 2001 года № 72[2] признать утратившим силу.

Этим решением было незначительно изменено описание флага, сам рисунок был оставлен без изменения.
Законом Московской области от 28 мая 2018 года № 70/2018-ОЗ 8 июня 2018 года все муниципальные образования Талдомского муниципального района были преобразованы в Талдомский городской округ.
Решением Совета депутатов Талдомского городского округа от 29 ноября 2018 года № 114 флаг Талдомского муниципального района был утверждён официальным символом Талдомского городского округа.

## Описание флага
2001 год
«Флаг муниципального образования „Талдомский район“ представляет собой прямоугольное полотнище с соотношением сторон 2:3, разделённое по горизонтали на равные красную и зелёную части и несущее в центре изображение журавля в красном сапоге и с жёлтой головкой колоса в клюве из герба района».
2010 год
«Флаг Талдомского муниципального района представляет собой прямоугольное полотнище с отношением ширины к длине 2:3, разделённое по горизонтали на равные красную и зелёную части, несущие в центре изображение журавля, стоящего в червлёном (красном) сапоге и держащего в клюве золотую головку колоса из герба Талдомского муниципального района».
2018 год
«Прямоугольное двухстороннее полотнище с отношением ширины к длине 2:3 красного и зелёного цвета, воспроизводящее фигуры из герба Талдомского городского округа, выполненные красным, белым и жёлтым цветом».
Геральдическое описание герба Талдомского городского округа гласит: «В зелёном поле серебряный журавль с воздетыми крыльями, стоящий на левой лапе в червлёном сапоге и держащий в клюве золотую головку колоса».

## Обоснование символики
Флаг составлен на основании герба Талдомского муниципального района по правилам и соответствующим традициям вексиллологии и отражает исторические, культурные, социально-экономические, национальные и иные местные традиции.
Журавль в зелёном поле показывает расположенный в окрестностях города заказник «Журавлиная родина». Это единственное место европейской части России, где на весенне-осенних перелётах останавливаются для отдыха тысячи серых журавлей. Сапожок говорит об основном занятии горожан в прошлом и обувном промысле в настоящее время: Талдом — город башмачников.
Зелёное поле символически отражает богатые лесные угодья Талдомского района, характеризуя район как один из самых красивых в Подмосковье.
Зелёный цвет в геральдике символизирует также возрождение, жизнь, изобилие.
Жёлтый цвет (золото) в геральдике означает богатство, уважение, великодушие.
Красный цвет символизирует труд, жизнеутверждающую силу, мужество, праздник, красоту.

## См. также

Флаги муниципальных образований Талдомского муниципального района
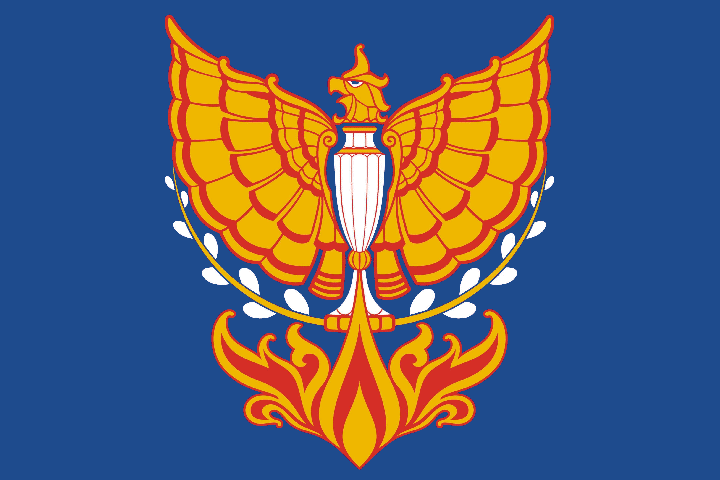
Флаг городского поселения Вербилки
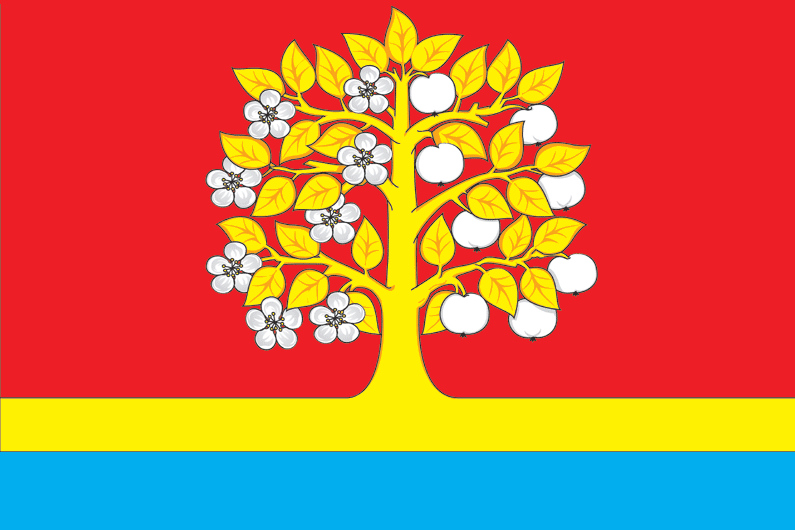
Флаг городского поселения Запрудня
Флаг городского поселения Северный
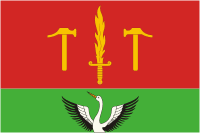
Флаг городского поселения Талдом
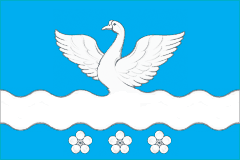
Флаг сельского поселения Гуслевское
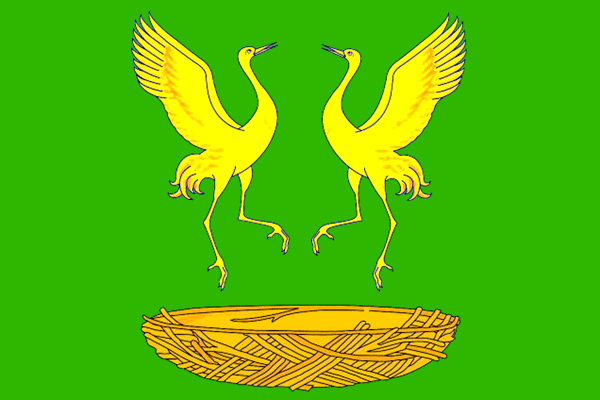
Флаг сельского поселения Ермолинское
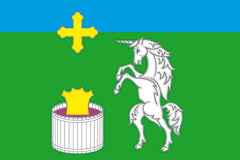
Флаг сельского поселения Квашёнковское
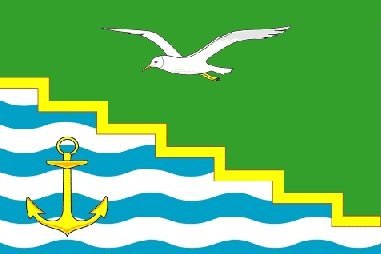
Флаг сельского поселения Темповое